# Gnostische Openbaring van Paulus
De  gnostische Openbaring van Paulus is een geschrift dat in een Koptische vertaling onderdeel was van de vondst van de Nag Hammadigeschriften in 1945 en wordt gerekend tot de apocalyptische literatuur. Er moet een oorspronkelijk Griekse tekst zijn geweest, maar daar is nooit iets van gevonden. Er is geen nauwkeuriger datering voor het ontstaan van die Griekse tekst te geven dan de tweede of derde eeuw. Er is ook een apocriefe inhoudelijk verschillende maar gelijknamige Openbaring van Paulus die van eind vierde vierde eeuw, begin vijfde eeuw dateert. 
Beide openbaringen hebben wel enige overeenkomsten. In beide geschriften wordt een uitwerking en interpretatie gegeven aan de tekst in de 2 Korintiërs 12:2-4 waarin Paulus spreekt over iemand weggevoerd wordt naar het paradijs in de derde hemel. Beide openbaringen interpreteren dit als een hemelreis van Paulus.

## Essentie van de inhoud
Paulus staat op weg naar Jeruzalem op 'de berg van Jericho' en ontmoet daar een klein kind, die in werkelijkheid de Heilige Geest is. Die spoort hem aan zijn bewustzijn te doen ontwaken, zodat hij verborgen dingen kan herkennen in dat wat zichtbaar is. Het kind kondigt aan dat Paulus nu naar de twaalf apostelen zal gaan die hem willen begroeten.  
Zonder enige tekstuele overgang bevinden de Geest en Paulus zich daarna in de derde hemel en onmiddellijk daarna in de vierde hemel. De Geest vraagt Paulus naar zijn evenbeeld beneden op aarde te kijken en Paulus ziet zichzelf te midden van de twaalf apostelen. In de brief aan de Korintiërs verwoordt Paulus de onzekerheid in welke staat hij de hemelreis maakte: "In zijn lichaam of buiten zijn lichaam, dat weet ik niet, dat weet God alleen". In de gnostische exegese in deze tekst is het duidelijk buiten zijn stoffelijk lichaam. In die vierde hemel ziet Paulus ook engelen die een ziel slaan. Tolgaarders ondervragen de ziel en die wordt door getuigen beschuldigd van wandaden. Vanwege de zonden die het in haar lichaam had begaan, dient het te reïncarneren in een ander lichaam.   
In de vijfde hemel ziet hij engelen met zwepen zielen naar hun oordeel drijven. Via de zesde komt Paulus dan aan in de zevende hemel. Daar ontmoet hij een oude grijze man, die op een troon zit die helderder is dan de zon. Het is de demiurg. Die vraagt hem waar hij heen wil en hoe hij denkt weg te komen van alle machten en heersers die in die zevende hemel aanwezig zijn. Op advies van de Geest geeft Paulus de oude man een magisch teken. Dat teken gaat de macht van de demiurg te boven en Paulus kan de reis vervolgen. 
In de achtste hemel wordt hij begroet door de apostelen. De rest van de tekst meldt dat Paulus in de negende hemel de daar aanwezigen groette en in de tiende hemel zijn medegeesten.